# Compsotata
Compsotata là một chi bướm đêm thuộc họ Noctuidae.